# باركزاي
قبيلة البارَكزاي (بالبشتوية: بارَکزي bārakzī؛ المفرد: بارَکزی bārakzay والاسم يعني ابن بارك) إحدى قبائل أفغانستان. دوست محمد خان الباركزائيّ أسّس إمارة أفغانستان والسلالة الباركزائية في القرن التاسع عشر الميلادي وأمان الله خان أسّس مملكة أفغانستان في القرن العشرين الميلادي.